# Hyde (Nouvelle-Zélande)
Pour les articles homonymes, voir Hyde.
La ville est Hyde est une localité de la région d’Otago, située dans l’Île du Sud de la Nouvelle-Zélande.

## Situation
Elle est localisée dans la   plaine deStrath-Taieri (en).
Elle est tout près de l’extrémité nord de la chaîne de Rock and Pillar (en), sur le trajet de la State Highway 87/S H 87 entre la ville de Middlemarch et celle de Ranfurly.

## Activité
Hyde était initialement le site d’une mine d’or, qui a assuré le développement explosif de la ville dans les années 1860, lors de la ruée vers l’or d’Otago. 
Elle est maintenant en train de vivre une renaissance comme point d’arrêt pour les cyclistes sur le parcours du ‘Otago cycling trail.
La seule route autre que la ‘state highway’ est dénommée d’après l’un des premiers résidents de la ville minière : ‘Micheal Prendergast’ d’où ‘Prendergast Road’.

## Histoire
Hyde est bien connue comme étant le site de la catastrophe ferroviaire de Hyde (en) survenue le 4 juin 1943, dans laquelle 21 personnes furent tuées , quand un train express de la ligne de Central Otago (en) dérailla à grande vitesse dans un virage à proximité de la ville.  
A cette époque, c’était le pire accident de chemin de fer de l’histoire de la Nouvelle-Zélande. Depuis, il a seulement été dépassé par le désastre de Tangiwai (en) du 24 décembre 1953, qui coûta la vie à 151 personnes. 
Le site du désastre de Hyde peut être parcouru sous forme d’une partie du chemin nommé Voie verte du chemin de fer de Central Otago et un monument, un cairn de 2,5 m de haut, se dresse comme mémorial pour les victimes. 

## Liens Externes
- New Zealand Gazetteer